# حي الفاكهاني
حي الفاكهاني (1969-1982) هو حيّ لا تزيد مساحته عن كيلو متر مربع يقع ما بين دوار الكولا ومخيمي صبرا وشاتيلا في بيروت الغربية وتقع في قلبه جامعة بيروت العربية. وأطلق عليه في بداية الحرب الأهلية اللبنانية اسم "جمهورية الفاكهاني". وخلال تلك الحرب ازدادات المساعدات العربية للفصائل الفلسطينية خاصة العراق وليبيا، مما زاد من عدد الكوادر الفلسطينية القادمة لبيروت.

## مؤسساته
كان الفاكهاني مركز القيادة الفلسطينية كلها فيه:
- مكتب الرئيس ياسر عرفات الذي كان يسمى في ذلك الوقت مكتب القائد العام.
- مركز العمليات الـمركزية والغربي.
- مكاتب جميع قيادات الفصائل الفلسطينية.
- مراكز الإعلام الفلسطينية والإذاعة الفلسطينية.
- مركز التخطيط ومكاتب صامد.
- بيوت القيادة جميعهم تقريباً.
- مخيما صبرا وشاتيلا والـملعب البلدي والـمدينة الرياضية.
- مقرات ومكاتب الـمقاومة الفلسطينية والحركة الوطنية اللبنانية.

## النشاط السياسي
كانت تصدر في الحي ما يزيد عن ثمانية عشر صحيفة فلسطينية ما بين يومية وأسبوعية وشهرية. وسيطر الفلسطينيون سيطرة أمنية كاملة عليه بهدف حماية القيادات من أي هجوم إسرائيلي، وتمت حماية الحي من كافة الفصائل الفلسطينية بغض النظر عن إختلافاتهم السياسية وهو ما اسماه ياسر عرفات "الديمقراطية وسط غابة البنادق". وكانت الملصقات والمنشورات الفصائلية تطبع وتلصق على جدرانه مما جعله كمعرض دائم للملصقات الحديثة.

## شخصيات عاشت فيه
عاش في حي الفاكهاني الكثير من الشخصيات الفلسطينية والقادة ومن ساندهم ومنهم:
- الرئيس ياسر عرفات.[6]
- خليل الوزير.[7]
- جورج حبش.[8]
- نبيل شعث.[9]
- نبيل عمروو.[10]
- دلال المغربي.[11]
- أمجد ناصر.[3]
- حيدر حيدر.[12]

## عملية الفردان
عملية إسرائيلية استشهد فيها القادة كمال ناصر وكمال عدوان وأبو يوسف النجار والتي فجر الكوماندوز الإسرائيلي في سياقها مقر الجبهة الديمقراطية لتحرير فلسطين في الحي عام 1973.

## استهدافه
تعرض الفاكهاني لعدة استهدافات عسكرية إسرائيلية متنوعة استهدفت مراكز قيادية منها مكتب الأمانة العامة للجبهة الديمقراطية لتحرير فلسطين. وخلال وجود منظمة التحرير الفلسطينية في بيروت كان مركز الرئيس ياسر عرفات وطاقمه الرئيسي في الحي، وكان يستقبل كبار زواره الدوليين والعرب فيه. وكل عام في ذكرى إنطلاقة الثورة ليلة الأول من يناير كانت تجري استعراضات عسكرية وشعبية عارمة يحضرها قادة الفصائل والحركة الوطنية اللبنانية.
في عام 1982 عندما فرض الجيش الإسرائيلي حصاره على بيروت وخروج قوات منظمة التحرير الفلسطينية وفقاً لإتفاق رعاه المبعوث الأمريكي آنذاك فيليب حبيب، دخل الجيش الإسرائيلي إلى بيروت الغربية مركزاً جل قواته في حي الفاكهاني وبالقرب منه حصلت مذابح صبرا وشاتيلا.